# 1823 en philosophie
Chronologie de la philosophie
- 1819
- 1820
- 1821
- 1822
- 1823
- 1824
- 1825
- 1826
- 1827

L’année 1823 a été marquée, en philosophie, par les événements suivants :

## Conférences
- Conférences Esthétique ou philosophie de l'art, par Hegel.

## Naissances
- 28 février : Ernest Renan, philosophe et historien français, mort en 1892.
- 14 juin : Piotr Lavrov, philosophe russe, mort en 1900.
- 12 novembre : Jules Gustave Prat, philosophe français, traducteur de Spinoza, mort en 1895.

## Décès
- 10 avril à Kiel : Karl Leonhard Reinhold, né le 26 octobre 1757 à Vienne, est un philosophe autrichien.